# اچ‌ام‌اس اسکاربرو (۱۸۱۲)
اچ‌ام‌اس اسکاربورو (۱۸۱۲) (به انگلیسی: HMS Scarborough (1812)) یک کشتی بود که طول آن ۱۷۶ فوت (۵۴ متر) بود. این کشتی در سال ۱۸۱۲ ساخته شد.